# Le notti bianche
Le notti bianche (in russo: Белые ночи, Belye Noči) è un racconto giovanile di Fëdor Dostoevskij.
La storia è stata scritta da Dostoevskij tra settembre e novembre del 1848, periodo nel quale partecipò al circolo letterario e filosofico di Nikolay e Aleksei Beketov e successivamente nel circolo di Mikhail Petrashevsky. Il 31 ottobre 1848, il racconto fu pubblicato per la prima volta sulla rivista Otečestvennye zapiski n.12 con una dedica ad Aleksej Nikolaevič Pleščeev.

## Origine del titolo

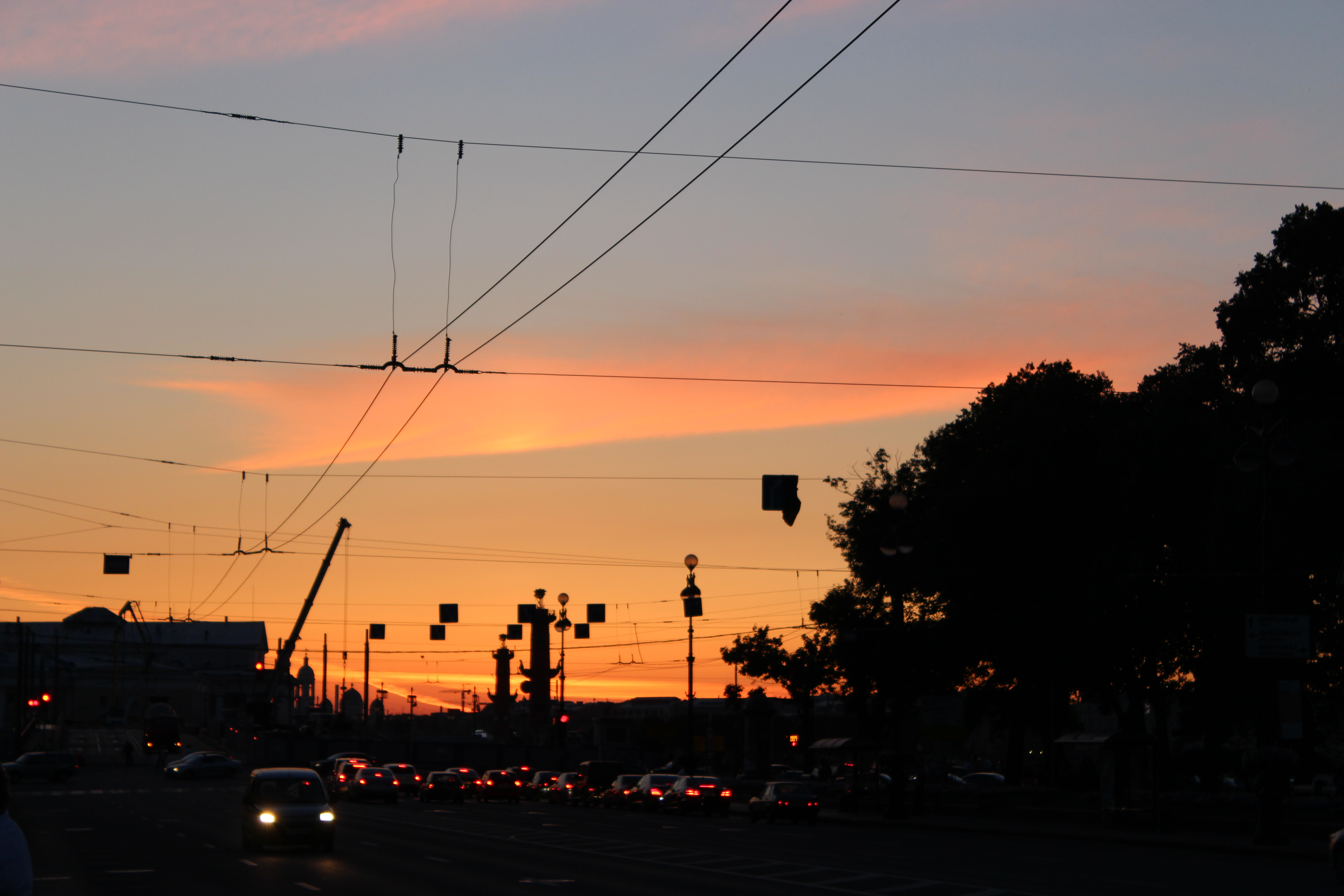
Notte bianca a San Pietroburgo

L'opera prende il nome dal periodo dell'anno noto col nome di notti bianche, in cui nella Russia del Nord, inclusa la zona di San Pietroburgo, il sole tramonta dopo le 22, non permettendo al cielo di diventare scuro. Dostoevskij allude alle notti bianche anche nel romanzo L'Idiota nella seconda parte quando il principe Myškin va ad alloggiare nella dacia di Ippolit.

## Trama

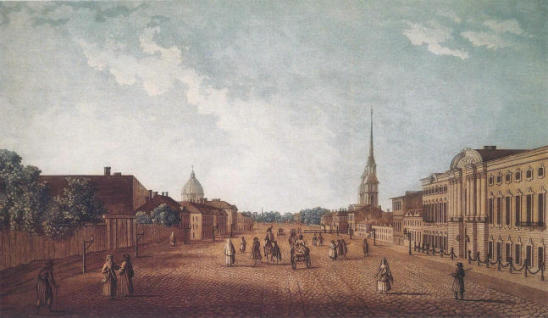
Prospettiva Nevskij a San Pietroburgo nel 1800

Come in altre opere dell'autore, anche questa è narrata in prima persona singolare da un narratore senza nome di cui sappiamo solo i pensieri. Durante una delle sue lunghe passeggiate notturne per le strade di Pietroburgo, incontra una giovane donna, Nasten'ka. La storia è strutturata in quattro notti e una mattina:

### Prima notte
(Fëdor Dostoevskij, Le notti bianche, Notte prima)
Il protagonista vive una vita solitaria a San Pietroburgo, in un piccolo appartamento, con la sua anziana e poco comunicativa matrona. Cammina ogni giorno per tutta la città, immaginando la vita delle persone che vede ogni giorno. Durante una di queste passeggiate, incontra una donna, Nasten'ka, che sta piangendo appoggiata a un parapetto. Dopo averla salvata da un uomo ubriaco che la stava seguendo, inizia a far conoscenza e a parlarle in modo appassionato. Quando lui l'accompagna a casa sua, lei gli dice che si sente sola quindi, prima di dividersi, si danno appuntamento per la notte seguente, ma a una condizione: che non si innamori di lei.

### Seconda notte
Al secondo incontro, Nasten'ka cerca di scoprire di più sulla vita del narratore il quale si definisce un "sognatore". Secondo lui il "sognatore" non è un essere umano, ma piuttosto un essere di tipo "transitorio", "neutro". Per spiegarle la sua vita, le fa un lungo discorso (simile al monologo del narratore di Memorie dal sottosuolo) sul suo desiderio di compagnia e sulla sua solitudine. Nasten'ka si stupisce per il modo romanzesco e filosofico con cui il sognatore le parla. Al termine del suo toccante discorso, Nasten'ka gli assicura che non se ne andrà e che rimarrà sua amica per sempre.

### La storia di Nasten'ka
Nella terza parte, Nasten'ka racconta la sua vita. Vive con la nonna cieca, che la controlla rigorosamente. Decidono di mettere in affitto la stanza all'ultimo piano del palazzo in cui vivono. Quando il primo ospite muore, la stanza viene occupata da un giovane distinto ma povero. Il ragazzo inizia un corteggiamento silenzioso prestando libri a Nasten'ka, tra cui opere di Walter Scott e Aleksandr Puškin. La notte prima della partenza del ragazzo dalla città per lavorare a Mosca, Nasten'ka scappa dalla nonna e va dal ragazzo proponendogli di sposarla. A malincuore deve rifiutare perché non ha i soldi per mantenerla, ma le fa la promessa di tornare l'anno dopo. Ma da allora è già passato un anno, senza mai farsi vivo e soprattutto senza averle mai mandato una lettera.

### Terza notte
Il narratore si rende conto di essere innamorato di lei. Il loro appuntamento viene rimandato di qualche ora a causa della pioggia. Tuttavia, il sognatore la aiuta a scrivere una lettera al suo futuro marito e nasconde i suoi sentimenti per lei per non rovinare la loro amicizia. Aspettano la risposta alla lettera, ma alla fine Nasten'ka perde la speranza in una risposta. Ignara della profondità dei sentimenti di lui per lei, gli confessa di sentirsi a suo agio con lui proprio perché non si è innamorato di lei. Il narratore, alla disperata ricerca del suo amore non corrisposto, inizia a sentirsi alienato anche da lei.

### Quarta notte
Due giorni dopo, il fidanzato di Nasten'ka ancora non appare e alla fine entrambi rivelano il proprio amore per l'altro. Iniziano a fare piani per vivere insieme, ma inaspettatamente, mentre si salutano, appare il fidanzato. Nasten'ka a questo punto se ne va con l'altro uomo.

### Il mattino
L'ultima sezione è una breve conclusione basata sulla lettera ricevuta da Nasten'ka dopo l'ultima notte, in cui si scusa per averlo ferito e insiste sul fatto che sarà sempre grata per la sua amicizia. Afferma anche che si sposerà tra una settimana e spera che anche lui venga. 
Il protagonista a questo punto si asciuga le lacrime dalle guance e afferma che non vuole rattristare il cuore della ragazza con amari rimproveri. Capisce che è tutto inutile e torna nella sua tana, nella solitudine dei sogni.
Dio mio! Un intero attimo di beatitudine! È forse poco, sia pure per tutta la vita di un uomo?»
(Fëdor Dostoevskij, Le notti bianche, Il mattino)

## Personaggi

### Personaggi principali
Il sognatore
Un giovane ragazzo di 26 anni residente a San Pietroburgo. Ha una buona educazione, a quanto pare presta servizio in qualche piccolo ufficio, dato che il suo stipendio è molto basso. Non è interessato a nulla, non si sforza di nulla, è soddisfatto di tutto, anche delle ragnatele negli angoli della stanza. È una persona poco appariscente e non necessaria. La sua vita si è trasferita nei sogni, non è capace di agire preferendo rimanere a sognare, nel suo piccolo mondo spettrale.
Nasten'ka
È l'esatto opposto del protagonista del sognatore. Ha 17 anni, ed è allegra e vivace, a differenza del sognatore, guarda la vita in modo chiaro. Vive sotto stretta sorveglianza e sta cercando con tutte le sue forze di fuggire da questa vita noiosa e monotona. Ha dei piani per il futuro, si pone un obiettivo e si muove con determinazione verso di esso. Vedendo l'indecisione del nuovo inquilino, raccoglie le sue cose e lei stessa va da lui. Dopo la sua partenza, quando l'inquilino non risponde alle sue lettere, sta per accettare di sposarne un altro.
Il nuovo inquilino
Un bel ragazzo, senza contrattare, affitta una stanza nella casa di Nasten'ka. Vedendo quanto sia noiosa la vita della ragazza, le offre dei libri da leggere e più volte la invita a teatro con la nonna. Si comporta con tatto e delicatezza con lei. Promette di tornare dopo un anno e, se Nasten'ka non cambierà idea, lui la sposerà.

### Personaggi secondari
La nonna
Una donna anziana e cieca. Una volta era una ricca signora, ma ora vive affittando una stanza agli inquilini. Alleva Nasten'ka da quando è diventata orfana. Fa venire insegnanti francesi per dare un'istruzione alla nipote. Cerca di rendere Nasten'ka una ragazza virtuosa e altamente morale. Non le permette di uscire di casa e nemmeno leggere la letteratura immorale.
Matrona
La domestica del sognatore, una donna anziana e trasandata. Si occupa delle pulizie del suo appartamento.
Il signore in frac
È un uomo di età considerevole. Si aggirava per la città, apparentemente con l'obiettivo di divertirsi. Quando vede una ragazza sola per strada in un'ora così tarda, decide di tentare la fortuna. Viene interrotto con un pesante bastone dal sognatore, che si trovava per caso nelle vicinanze. Il signore in frac è diventato il motivo della conoscenza dei giovani.

## La città di Pietroburgo
Il racconto è ambientato nella città di Pietroburgo, città dove Dostoevskij trascorse la sua giovinezza e che farà da scenario anche a Delitto e castigo. Nelle Memorie del sottosuolo la definisce la città "più astratta e premeditata di tutto il globo terrestre". 

### Riferimenti letterari
- Aleksandr Sergeevič Puškin aveva espresso il suo amore per questa città nel poema Il cavaliere di bronzo;
- Nikolaj Vasil'evič Gogol' ne I racconti di Pietroburgo;
- più tardi Andrej Belyj, Innokentij Fëdorovič Annenskij, Aleksandr Aleksandrovič Blok, Vladimir Vladimirovič Majakovskij nelle loro opere contribuiranno a fare di Pietroburgo un simbolo letterario.[2]

## Temi
Ne Le notti bianche appaiono alcuni dei temi dell'opera di Dostoevskij: 
- il tema del sogno e del sognatore
- il tema della solitudine
- l'introspezione e l'autoanalisi
- il tema dell’amore visto dagli occhi del sognatore

## Film
Il racconto ha ispirato:

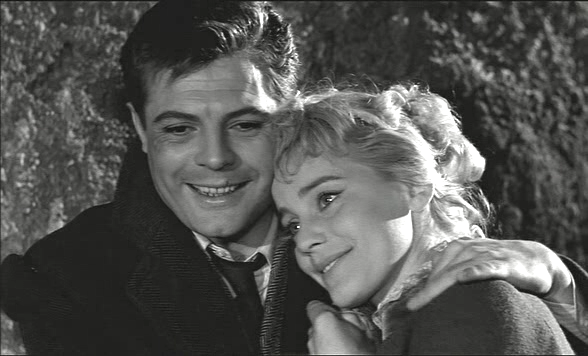
Scena del film "Le notti bianche" (1957)

- un film russo di Grigorij L. Rošal′ e Vera P. Stroeva, Peterburgskaja noč (Notte pietroburghese), del 1933;
- il film italiano omonimo di Luchino Visconti, Le notti bianche, del 1957; ambientato in Italia.
- il film televisivo russo di Ivan Aleksandrovič Pyr'ev, Белые ночи (Le notti bianche), del 1959;
- la miniserie televisiva Le notti bianche del 1962 diretta da Vittorio Cottafavi;
- il film francese di Robert Bresson, Quattro notti di un sognatore del 1971 (versione moderna);
- il film indiano di Sanjay Leela Bhansali, Saawariya - La voce del destino, del 2007 (versione moderna);
- il film americano di James Gray, Two Lovers, del 2008 (versione moderna);
- il film italo-francese Quattro notti di uno straniero (Quatres nuits d'un étranger) del 2013 diretto da Fabrizio Ferraro[3] (ambientato in epoca moderna).

## Edizioni italiane
- Le notti bianche: romanzo sentimentale, traduzione di Luigi Bellini riveduta dallo scrittore russo Ossip Felyne, Roma, Casa Editrice M. Carra e C., 1920.
- Le notti bianche, Milano, Barion, 1924.
- Le notti bianche (Les nuits blanches), traduzione dal francese di Cesare Enrico Aroldi, Collezione Biblioteca Universale n.440, Milano, Sonzogno, 1927.
- Le notti bianche. Njetocka Njezvanova, versione integrale dal russo con note di Leone Savoj, Collezione Il genio russo n.9, Torino, Slavia, 1929.
- Le notti bianche. Romanzo sentimentale, traduzione di Giovanni Bach, Milano, G. Morreale, 1929.
- Il romanzo di un'orfana: Netoska Nesvanova. Le notti bianche, traduzione dal russo di Leo Gastovinski, Collana Biblioteca Internazionale n.57, Milano, Bietti Edit. Tip., 1931.
- Notti bianche, in: Fiodor Dostoievski, Un'avventura scabrosa, versione dal russo di Giacomo Pesenti, Collana I Grandi Narratori, Milano, Rizzoli, 1937.
- Le notti bianche, traduzione di Anonimo, Milano, Gentile Editore, 1944.
- L'orfana. Le notti bianche, introduzione, traduzione e cura di Rinaldo Küfferle, Collana I Grandi Scrittori Stranieri, Torino, UTET, 1956.
- Le notti bianche. Cuor debole. Piccolo eroe, traduzione di Giovanni Faccioli, Collana BUR nn.1157-1158, Milano, Rizzoli, 1957; col testo originale a fronte e un'introduzione di Erica Klein, Collana Biblioteca Universale Rizzoli L 1007, Milano, Rizzoli, 1994, ISBN 88-17-17007-0.
- Le notti bianche, Prefazione di Angelo Maria Ripellino, traduzione di Vittoria de Gavardo, Collana Universale Einaudi n.27, Torino, Einaudi, 1957; Collana Centopagine n.4, Einaudi, 1971, ISBN 88-06-03199-6; 1988 Collana Gli struzzi n.333, Einaudi, 1988, ISBN 88-06-59968-2.
- Le notti bianche. Cuor debole, traduzione e adattamento di G. Torti, Collana Letteratura d'amore n.15, Torino, Edizioni dell'Albero, 1967.
- Le notti bianche. Il giocatore, traduzione di Elsa Mastrocicco, Collezione I grandi della letteratura, Milano, Fabbri Editori, 1984; Rimini, I libri di Gulliver, 1985; Collana Tascabili n.553, Milano, Bompiani, 1985, ISBN 88-452-1881-3.
- Le notti bianche, traduzione di Eva Amendola Kühn, allegato al n. 18 di Gente, Collezione I grandi romanzi d'amore del passato, Milano, Rusconi, 1990; Collana Il Picci One, Milano, Mursia, 2009, ISBN 978-88-425-4258-2.
- Le notti bianche, traduzione e cura di Giovanna Spendel, con uno scritto di André Gide, Collana Oscar Classici n.243, Milano, Mondadori, 1993, ISBN 978-88-04-51604-0)
- Le notti bianche, cura e traduzione di Luisa De Nardis, Collana 100 pagine millelire n.166, Roma, TEN, 1994, ISBN 88-7983-532-7.
- Le notti bianche, traduzione di Luigi Vittorio Nadai, Collana Poker, Milano, A. Vallardi, 1995, ISBN 88-11-910-39-0; Collana I grandi libri, Milano, Garzanti, 2014, ISBN 88-11-810-31-0.
- Belye noci / Notti bianche, traduzione a cura di Giulia Gigante, testo originale a fronte, Collana Einaudi Tascabili n.344, Torino, Einaudi, 1996, ISBN 88-06-13872-3.
- Le notti bianche, trad. di Daniela Polato, introduzione di Giovanna Spendel, Collana Pinnacoli n.7, Cinisello Balsamo, San Paolo, 1996.
- Le notti bianche: sogno d'amore, traduzione e presentazione di Maddalena Giovannelli, Collezione Acquarelli n.128, Bussolengo (Verona), Demetra, 1996, ISBN 88-7122-998-3.
- Le notti bianche, trad. di Alberto Schiavone, illustrazioni di Roberto Mastai, Collana I Classici illustrati, Firenze, Barbès, 2009, ISBN 88-62-940-74-2.
- Le notti bianche, traduzione di Federico Pizzi, Collana Classici tascabili, Milano, Dalai editore, 2010, ISBN 88-60-736-66-8.
- Le notti bianche. La cronaca di Pietroburgo, cura e traduzione di Serena Prina, Collana UEF. I Classici n.187, Milano, Feltrinelli, 2015, ISBN 88-07-901-87-0.
- Le notti bianche, traduzione, postfazione e note a cura di Laura Salmon, Collana Grandi Classici, Milano, BUR, 2019, ISBN 978-88-171-0886-7.
- Le notti bianche, traduzione di Claudia Zonghetti, illustrazioni di Nicolai Troshinsky, Collana Oscar Classici, Milano, Mondadori, 2024, ISBN 978-88-047-8183-7.